# إنج ديكر
إنج ديكر (بالهولندية: Inge Dekker) (و. 1985  م) هي سبّاحة، من مملكة هولندا، ولدت في أسن، شاركت في الألعاب الأولمبية الصيفية 2012، والسباحة في الألعاب الأولمبية الصيفية 2004 – سيدات 4 × 100 متر حر تناوب ‏، والسباحة في الألعاب الأولمبية الصيفية 2008 – سيدات 4 × 100 متر حر تناوب ‏، والسباحة في الألعاب الأولمبية الصيفية 2016، والألعاب الأولمبية الصيفية 2008، والألعاب الأولمبية الصيفية 2004، وسباحة في الألعاب الأولمبية الصيفية 2012 – سيدات 4 × 100 متر سباحة حرة تناوب ‏.

## روابط خارجية
- إنج ديكر على موقع الاتحاد الدولي للسباحة (الإنجليزية)
- إنج ديكر على موقع SwimRankings.net (الإنجليزية)
- إنج ديكر على موقع اللجنة الأولمبية الدولية (الإنجليزية)
- إنج ديكر على موقع أوليمبيديا (الإنجليزية)